# Gratzug (Band)
Gratzug war der Name eines Extreme-Metal-Projekts aus Bayern. Benannt ist es nach der Wilden Jagd der germanischen Mythologie bzw. dem deutschen Brauchtum. Häufig dem Black Metal zugeordnet, bilden den lyrischen Schwerpunkt des Gesamtwerks allerdings christlich-mittelalterliche und heidnische Themen.

## Diskografie
Demos
- 2011: Vor dem Tor (MC, Der neue Weg Productions)
- 2011: Pestabtei (MC, Bleichmond Tonschmiede; 12″-Vinyl, Hammerbund)

Alben
- 2012: Mondtore (CD/MC, Black Blood Records; 2x12-Vinyl, Hammerbund)
- 2013: Marter (CD, Hammerbund)
- 2014: Offenbarung (CD, Hammerbund)
- 2015: Erhabenheit (CD, Hammerbund)
- 2016: V: Meyster (CD, Hammerbund)
- 2019: Zeitgeist (CD, Hammerbund)

EPs
- 2013: Der ewige Bund (CD, Hammerbund; 12″-Vinyl, Arcane Altar)
- 2015: Bei da Nacht (12″-Vinyl, Hammerbund)
- 2017: Gletscherklang (CD/12″-Vinyl, Hammerbund)

Splits
- 2012: Virvatulet / Gratzug (EP, MC, Werewolf Promotion; CD, Bleichmond Tonschmiede)
- 2016: Gratzug / Infamous (Album, CD/12″-Vinyl, Hammerbund)
- 2017: Gratzug / Kalmankantaja (Album, CD, Hammerbund)
- 2018: Gratzug / Camulos (Album, CD, Hammerbund)

 Beiträge auf Kompilationen 
- 2012: Särge aus Eis und Schnee auf  Unheilige Reliquien (CD, Sturmglanz Black Metal Manufaktur)
- 2014: Omega und Pestdrak auf Hammerbund - Compilation 2016 (2xCD, Hammerbund)